# 프랑스의 클로틸드
마리 아델라이드 클로틸드 그자비에르 드 프랑스(Marie Adélaïde Clotilde Xavière de France), 통명 마담 클로틸드(Madame Clotilde)는 1759년 9월 23일 베르사유에서 태어나 1802년 3월 7일 사망한 도팽 루이와 마리아 요제파 폰 작센의 딸로, 루이 15세의 손녀이자 프랑스 왕 루이 16세, 루이 18세, 샤를 10세의 누이이며, 1796년부터 죽을 때까지 사르데냐 왕국의 왕비였다.

## 생애

### 유년기

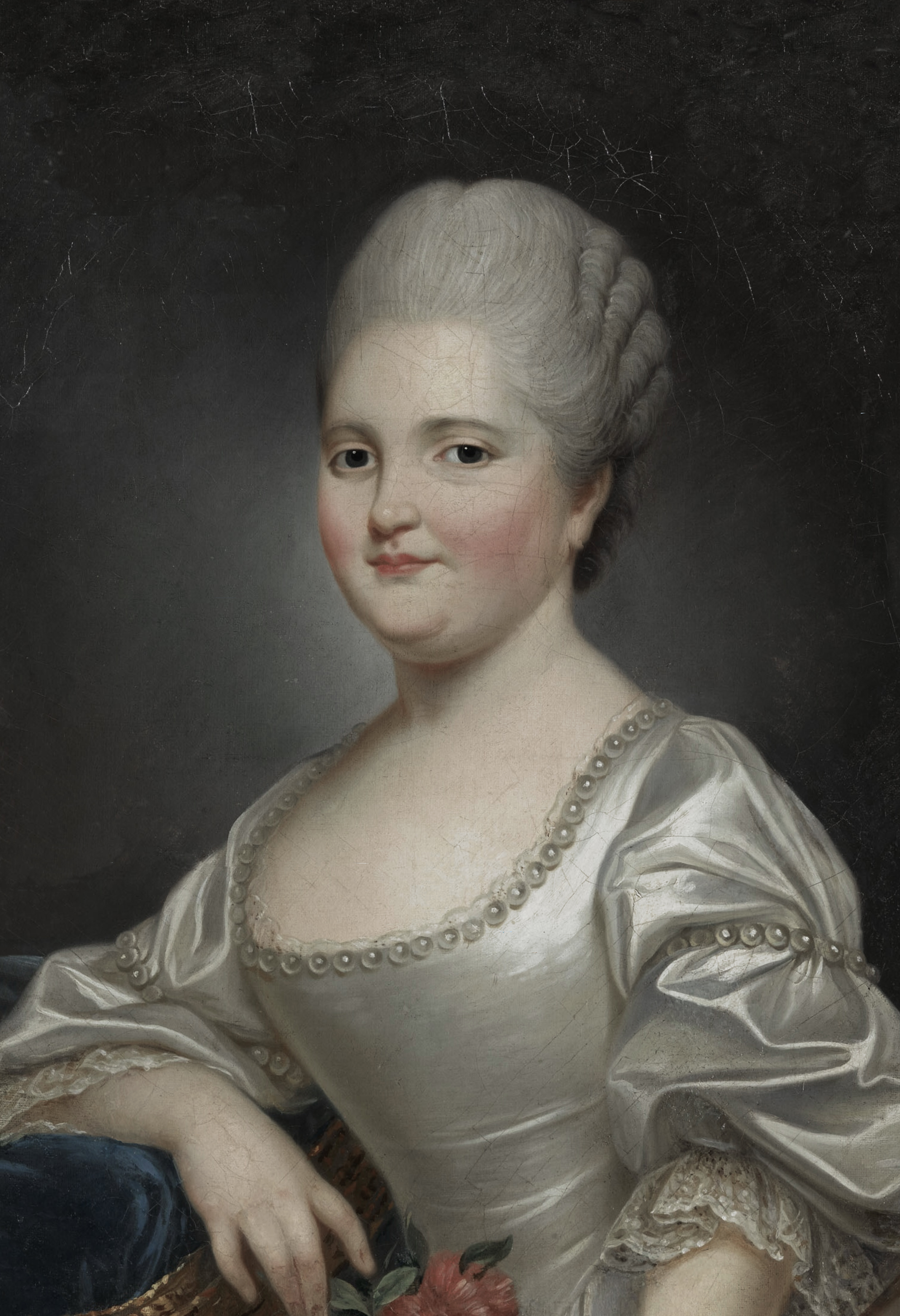
조제프 뒤크뢰, <마담 클로틸드 (1759-1802)>, 캔버스에 유화, 64.5 x 53 cm, 베르사유, 베르사유·트리아농 궁전 국립 미술관, MV 4522

클로틸드 드 프랑스는 태어난 날인 1759년 9월 23일에 리옹 백작 수석사제이자 오툉 주교, 국왕 수석사제이던 니콜라 드 부이예 경으로부터 약식세례를 받았다. 클로틸드는 훗날의 루이 16세인 베리 공작과 훗날의 루이 18세인 프로방스 공작이 세례받은 다음날인 1761년 10월 19일, 훗날의 샤를 10세인 아르투아 백작과 같은 날, 베르사유 궁전 베르사유 왕실 예배당에서 노트르담 드 베르사유 성당 주임신부 장프랑수아 알라르가 참석한 가운데 대주교 샤를 앙투안 드 라 로슈에몽으로부터 세례받았다. 클로틸드의 대부는 첫째 오빠였던 훗날의 루이 16세, 베리 공작이었으며 대모는 고모이던 루이즈 드 프랑스였다.
청소년기 비만 때문에 궁정에서 "큰 부인"이라는 별명으로 불렸던 클로틸드는 마르상 백작부인이 어린 여동생, 마담 엘리자베트(1764년 출생)와 함께 길렀다. 마담 제오프랭의 딸, 마리테레즈 드 라 페르테앵보는 그녀의 철학 가정교사였다. 마담 페르테앵보는 마르상 백작부인에게 두 공주들이 연극할 소극 텍스트를 제공해주기도 한다. 클로틸드 드 프랑스는 6살에 아버지를 잃고 8살에는 어머니를 잃었다.
1770년은 첫째 오빠 도팽과 오스트리아 여공작 마리 앙투아네트의 결혼으로 유명한 해였다. 1771년과 1773년, 다른 두 오빠들이 사부아 공주들과 결혼했다. 할아버지 루이 15세는 1774년 사망하였고, 첫째 오빠는 루이 16세라는 이름으로 왕이 되었다.

### 결혼

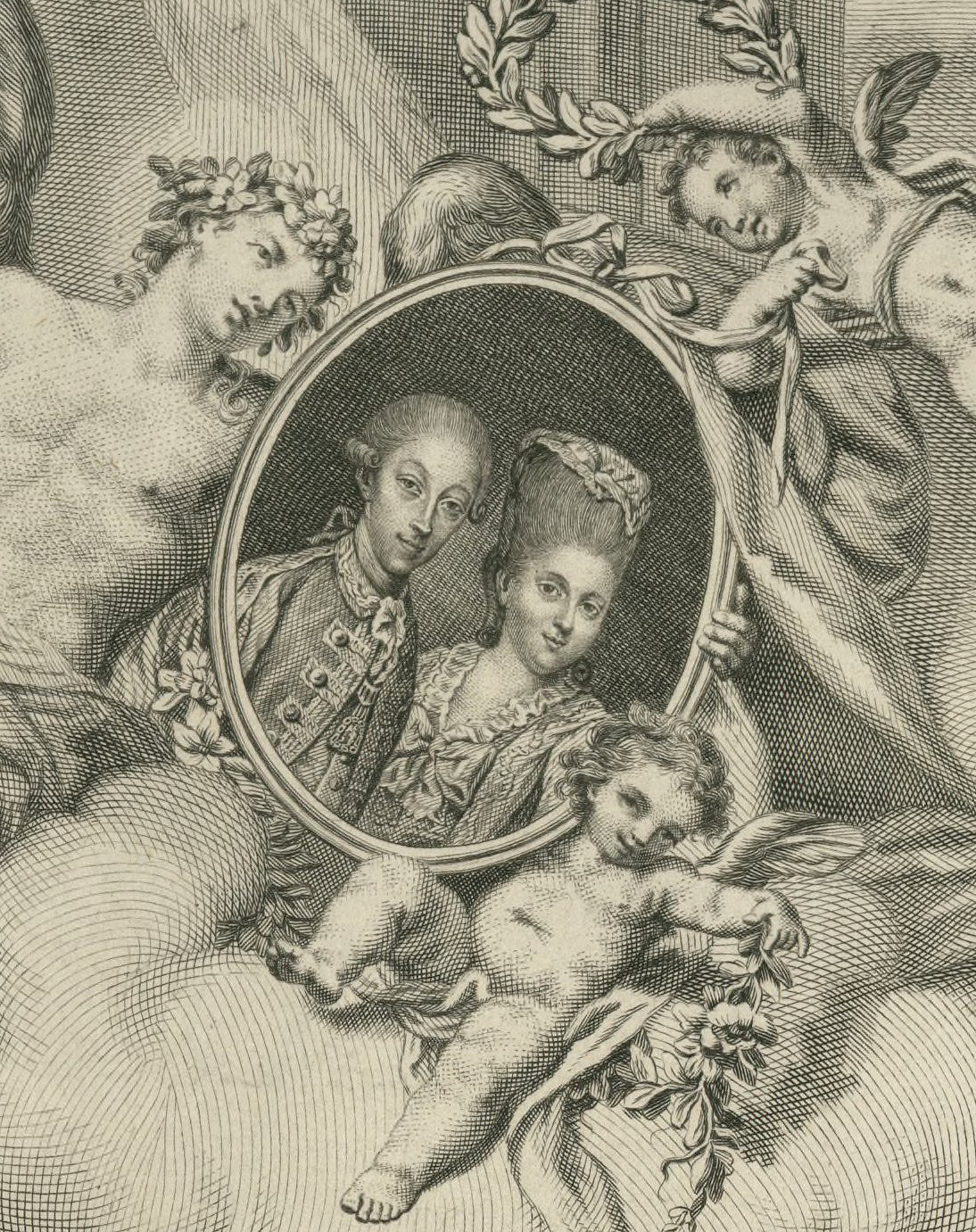
피에몬테 공(公)·공비를 표현한 삽화.

다음 해, 클로틸드는 15세의 나이로 사르데냐 왕 비토리오 아메데오 3세와 마리아 안토니아 페르난다 데 에스파냐의 장남, 피에몬테 공(公) 카를로 엠마누엘레 디 사보이아와 결혼하였다. 슬하에 자식은 두지 않았지만 부부 사이는 원만했으며, 경건한 신앙심과 충직한 믿음으로 하나되었다. 사랑받고 소중히 다뤄진 젊은 여인은 비만에서 탈출했다.
토리노에서 프랑스 혁명은 마치 재앙처럼 보였다. 토리노 궁정은 이르면 1789년부터 클로틸드의 오빠이자 카를로 엠마누엘레의 누이, 마리아 테레사 디 사보이아와 결혼한 아르투아 백작을 맞이했다. 프로방스 백작 역시 카를로 엠마누엘레의 다른 누이와 결혼했다. 9월 학살의 희생자이던 랑발 공비 역시 사보이아 가문의 일원이었다.
1789년 7월 가족들과 함께 망명온 오빠 아르투아 백작과 1791년 망명온 고모들, 루이 15세의 딸들(Mesdames)과 재회한 기쁨을 누렸지만은, 클로틸드는 1793년 교수형을 당한 오빠 루이 16세와 올케 마리 앙투아네트의 죽음, 1794년 교수형을 당한 자매 마담 엘리자베트의 죽음, 1795년 탕플 감옥에서 10살의 나이로 사망한 조카 루이의 죽음을 듣게 되어 상심했다.
1796년 보나파르트 장군 지휘하의 프랑스군이 이탈리아 북부를 침공하여 니스 백국과 사보이아 공국을 점령하였다.

### 피에몬테-사르데냐 왕비

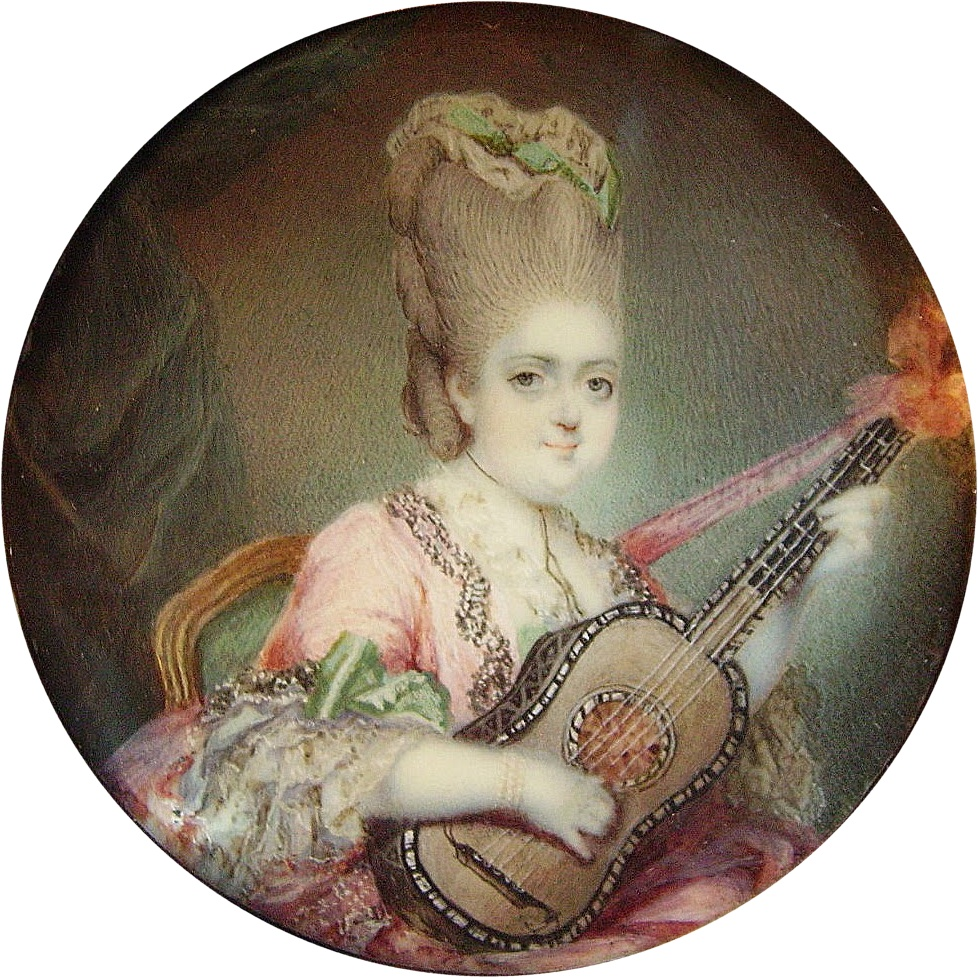
기타를 치고 있는 마담 클로틸드.

카를로 에마누엘레는 1796년 국왕으로 즉위했지만 혁명정부와 교전을 벌인 끝에 영토를 점령당하고 사르데냐로 피신했다. 국왕 부처는 콜론나 가문에 의지하여 로마와 나폴리 등지에서 살았다. 1802년 클로틸드가 병으로 죽자 실의에 빠진 카를로 에마누엘레는 동생 비토리오 에마누엘레 1세에게 양위하였다. 교황 비오 7세는 1808년 4월 10일 클로틸드를 가경자로 선포하였다.
클로틸드의 시아버지는 파리 조약의 패배를 받아들인지 얼마 안되어 사망하였고, 그녀의 남편이 사르데냐 왕 카를로 엠마누엘레 4세로서 즉위하였다. 새 군주는 프랑스 제1공화국의 요구를 들어주는 등의 유화책에 나섰으나, 이러한 노력에도 불구하고 주베르 장군은 1798년 왕국을 침공했다. 토리노 궁정은 사르데냐로 망명갔다 (1814년까지).
클로틸드는 1802년 남편과 함께 있던 나폴리에서 43세의 나이로 사망하였다. 그녀는 산타 카테리나 아 치아이아 성당에 묻혔다. 남편은 동생 비토리오 에마누엘레 1세에게 왕위를 넘겨주고 퇴위했으며, 이후 수도원에 들어갔다.

## 가톨릭 교회의 인정
클로틸드의 시성은 이르면 1804년부터 로마에서 진행되었으며 가톨릭 교회는 이와 관련한 이유를 소개하며 성덕 인정의 첫 단계로써1808년 그녀를 "하느님의 종Servante de Dieu"으로 선언하였다. 1982년에는 그녀의 미덕이 지닌 용맹성을 인정한 교회령이 간행되어, "가경자Vénérable"라는 공식 칭호를 받게 되었다.